# Powiat lipski

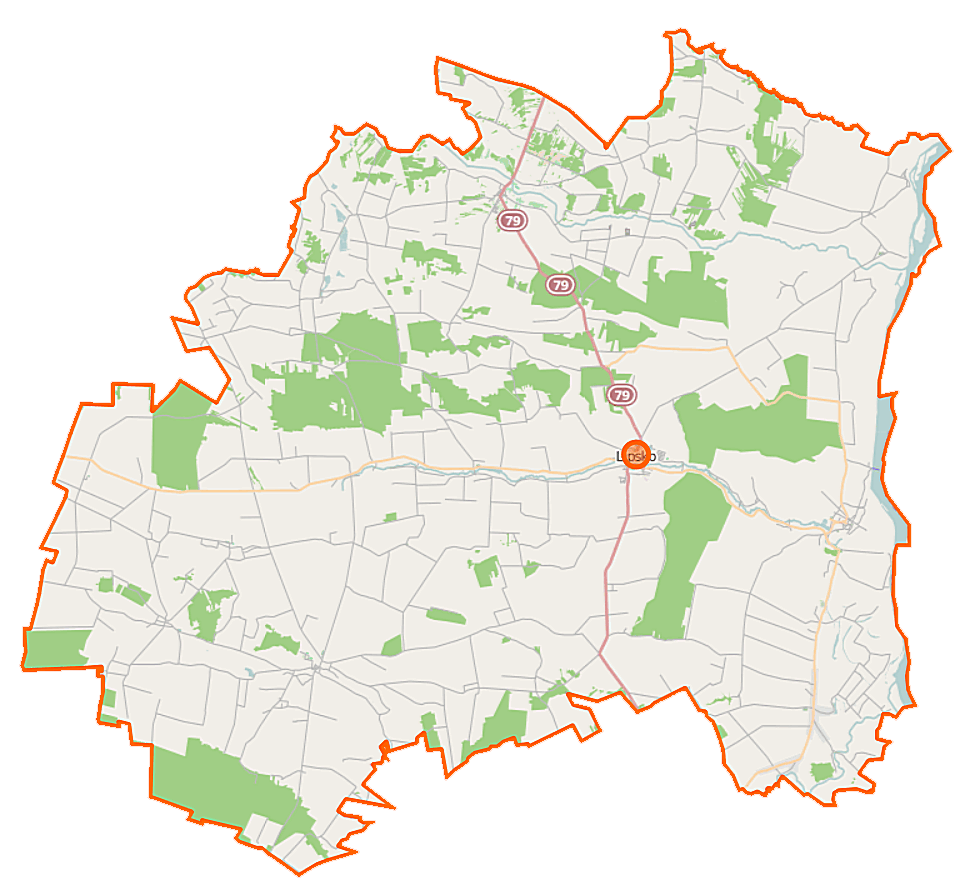
Mapa powiatu

Powiat lipski – powiat w Polsce (w południowo-wschodniej części województwa mazowieckiego), reaktywowany w 1999 roku w ramach reformy administracyjnej. Jego siedzibą jest miasto Lipsko.
Według danych z 31 grudnia 2019 roku powiat zamieszkiwały 33 874 osoby. Natomiast według danych z 30 czerwca 2020 roku powiat zamieszkiwało 33 738 osób.

## Podział administracyjny
W skład powiatu wchodzą:
- gminy miejsko-wiejskie: Ciepielów, Lipsko, Sienno, Solec nad Wisłą
- gminy wiejskie: Chotcza, Rzeczniów
- miasta: Ciepielów, Lipsko, Sienno, Solec nad Wisłą

## Historia
Powiat lipski został powołany dnia 1 stycznia 1956 roku w województwie kieleckim, czyli 15 miesięcy po wprowadzeniu gromad w miejsce dotychczasowych gmin (29 września 1954) jako podstawowych jednostek administracyjnych PRL. Na powiat lipski złożyło się 31 gromad, które wyłączono z powiatu iłżeckiego w tymże województwie:
- gromady Bałtów, Bąkowa, Białobrzegi, Chotcza-Józefów, Ciepielów, Ciszyca, Czekarzewice, Długowola, Gozdawa, Jawór[5], Krępa Kościelna, Lipa Miklas[6], Lipsko, Okół, Olechów, Osówka, Pawłowice, Pętkowice, Przedmieście Dalsze, Sadkowice, Sienno, Solec, Sulejów, Szymanów, Świesielice, Tarłów, Trzemcha, Tymienica, Walentynów, Wielgie i Wola Solecka

Na uwagę zasługuje fakt, iż w momencie utworzenia w powiecie lipskim nie było miast; stolica powiatu Lipsko odzyskała prawa miejskie (utracone w 1868 roku) dopiero 1 stycznia 1958 roku.
8 maja 1958 roku z gromady Kamień z powiatu opolsko-lubelskiego w województwie lubelskim wyłączono wsie Kępa Gostecka i Kępa Solecka i włączono je do gromady Solec w powiecie lipskim. Zmiana przynależności wojewódzkiej tych wsi była nietypowa, ponieważ spowodowała utworzenie eksklawy powiatu lipskiego na obszarze powiatu opolskiego (czyli na prawym brzegu Wisły).
31 grudnia 1961 roku do gromady Bąkowa przyłączono wsie Antoniów, Bielany, Czerwona, Podgórze oraz kolonię Pasieki, które wyłączono z gromady Czerwona w powiecie iłżeckim.
1 stycznia 1973 roku zniesiono gromady i osiedla a w ich miejsce reaktywowano gminy. Powiat lipski podzielono na 1 miasto i 7 gmin:
- miasto Lipsko
- gminy Chotcza, Ciepielów, Lipsko, Sienno i Solec nad Wisłą.

Po reformie administracyjnej obowiązującej od 1 czerwca 1975 roku główna część terytorium zniesionego powiatu lipskiego znalazła się w nowo utworzonym województwie radomskim, oprócz gminy Bałtów, która weszła w skład nowego (mniejszego) województwa kieleckiego oraz gminy Tarłów, którą przyłączono do nowego województwa tarnobrzeskiego.
1 lutego 1991 roku miasto Lipsko i gminę wiejską Lipsko połączono we wspólną gminę miejsko-wiejską.
Wraz z reformą administracyjną z 1999 roku w nowym województwie mazowieckim przywrócono powiat lipski. W porównaniu z obszarem z 1975 roku został on zmniejszony o dwie gminy, które zmieniły przynależność wojewódzką przez przyłączenie do województwa świętokrzyskiego:
- gminę Bałtów, która znalazła się w powiecie ostrowieckim
- gminę Tarłów, która znalazła się w powiecie opatowskim

Powiat powiększono jednak o gminę Rzeczniów, należącą do 1954 roku i od 1973 roku do powiatu iłżeckiego (9 grudnia 1973 roku przemianowanego na powiat starachowicki) a następnie (od czerwca 1975 roku) do województwa radomskiego.
31 lipca 2004 roku zmieniono granice powiatu lipskiego (a zarazem województwa mazowieckiego) przez wyłączenie z gminy Solec nad Wisłą wsi Kępa Gostecka i Kępa Solecka i włączenie ich do gminy Łaziska w powiecie opolskim w województwie lubelskim. Przyczyną tego manewru było wyjątkowe położenie tych wsi (od 1958 roku), czyli po prawej stronie Wisły; z powodu dużej odległości od najbliższego mostu, wsie te były odizolowane od pozostałych terenów gminy a także jej siedziby, Solca.
W porównaniu z obszarem z 1956 roku dawne gromady Bałtów, Okół i Pętkowice leżą obecnie na terenie powiatu ostrowieckiego a obszar dawnych gromad Ciszyca, Czekarzewice, Sulejów i Tarłów są obecnie w powiecie opatowskim (oba powiaty leżą w województwie świętokrzyskim) - pozostałe tereny są ponownie w powiecie lipskim.
1 stycznia 2021 roku na mocy rozporządzenia Rady Ministrów z dnia 31 lipca 2020 r. miejscowości Solec nad Wisłą nadano ponownie prawa miejskie, a gmina Solec nad Wisłą została gminą miejsko-wiejską. Z kolei 3 lata później (1 stycznia 2024) gminami miejsko-wiejskimi stały się gminy Ciepelów i Sienno.

## Demografia

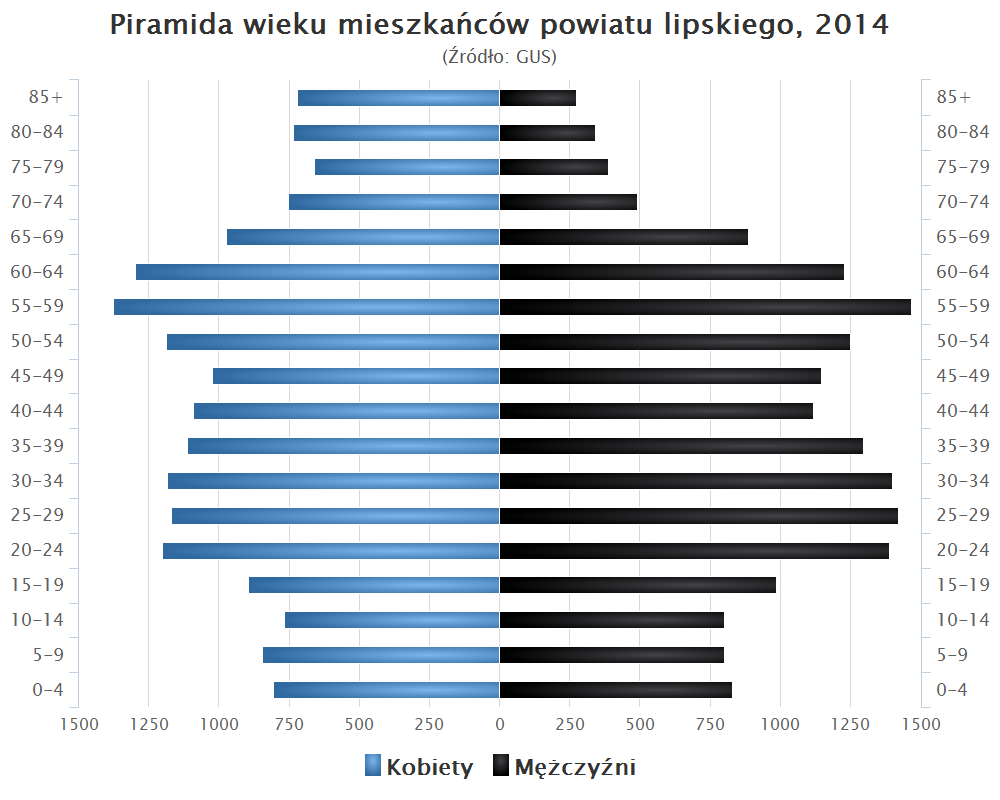
Piramida wieku mieszkańców powiatu lipskiego w 2014 roku

Liczba ludności (dane z 31 grudnia 2012):
|        | Ogółem | Ogółem | Kobiety | Kobiety | Mężczyźni | Mężczyźni |
| osób   | %      | osób   | %       | osób    | %         |           |
| ------ | ------ | ------ | ------- | ------- | --------- | --------- |
| Ogółem | 35 892 | 100    | 18 100  | 50,43   | 17 792    | 49,57     |
| Miasto | 5895   | 16,42  | 3042    | 8,48    | 2853      | 7,95      |
| Wieś   | 29 997 | 83,58  | 15 058  | 41,95   | 14 939    | 41,62     |

▶Wieś vs ▶miasto
Ogółem (▶k, ▶m)
Miasto (▶k, ▶m)
Wieś (▶k, ▶m)

## Starostowie lipscy
- Kazimierz Zając (1999–2002) (SLD)
- Roman Ochyński (2002–2018) (PSL)
- Sławomir Śmieciuch (2018–2024) (PiS)
- Jerzy Pasek (w 2024)[18]
- Jakub Ochyński (od 2024)[19]

## Sąsiednie powiaty
- powiat radomski
- powiat zwoleński
- powiat opolski (lubelskie)
- powiat opatowski (świętokrzyskie)
- powiat ostrowiecki (świętokrzyskie)
- powiat starachowicki (świętokrzyskie)